# Vezérmotívum
A vezérmotívum (német nyelven Leitmotiv vagy Leitmotif) egy zenében használatos fogalom. Ez jelöli azt a központi motívumot (illetve motívumok szövedékét), amely változatlanul vagy módosult alakban, sajátos metamorfózison átesve többször visszatér a mű folyamán. Elsősorban Wagner operáira jellemző. A későbbiekben átvették Richard Strauss és Alban Berg is, de Hector Berlioz és Liszt Ferenc programszimfóniáiban is előfordul. A vezérmotívum-technika dramaturgiai gyökerei Gluck operareformjáig és Beethoven Fideliójáig nyúlnak vissza, de egyes elemei már jóval korábban, Monteverdinél is felbukkannak.
Wagner hasznosította a szimfonikus programzene keretén belül a vezérmotívumok technikáját: fontos dramaturgiai elemként alkalmazta zenedrámái eszmei gondolati kereteinek, szövevényes utalásrendszerének megjelenítése érdekében. Segítségükkel öntötte filozófiai-gondolati koncepcióját zenedrámai formába. A vezérmotívumok személyekhez, drámai helyzetekhez vagy kultikus tárgyakhoz kapcsolódnak, és jelentésük lehet konkrétan tárgyias, de lehet elvontan eszmei is.